# Eurotech
Eurotech (рус. Евротэ́к) — компания, специализирующаяся на исследованиях, разработке, производстве и продаже встраиваемых систем, миниатюрных компьютеров, HPCS, интеллектуальных камер и устройств, аппаратных и программных решений для организации сервисов M2M, IoT, а также облачных технологий. Головной офис компании расположен в Италии, в провинции Удине.  

## Основная продукция
К основной продукции Eurotech относятся:
- суперкомпьютеры Aurora[2][3]
- платы и модули OpenVPX,VME, CompactPCI, PC/104, EPIC, EBX, COM Express и собственных форм-факторов Eurotech [1]
- встраиваемые и панельные компьютеры, промышленные мониторы;
- компактные специализированные компьютеры для ношения на поясе, на запястье;
- системы подсчёта пассажиров общественного транспорта[4];
- интеллектуальные видеокамеры и системы видеонаблюдения;
- датчики контроля состояния окружающей среды;
- серверы и ПО для облачных сервисов;
- M2M-шлюзы

## Сферы применения
Основные сферы применения оборудования Eurotech:
- Транспорт[5]
- Медицина
- Логистика
- Решения для концепций «умный город» и «умный дом»[6]
- Облачные сервисы[7]
- Авиация, оборона, космос[8]
- Энергетика[9]
- Безопасность

## Сотрудничество
Eurotech сотрудничает с компаниями Boeing, Alstom, Finmeccanica, Thales и Tyco .